# Miroslav Pavić
Miroslav Pavić (Slakovci, 25. siječnja 1946.), trener Sloge iz Štitara.
Široj javnosti bio je potpuno nepoznat sve do 22. prosinca 2006. kada je dobio trofej Fair-Play u izboru najboljih sportaša Hrvatske koji vode Sportske novosti, a glasa veliki broj sportskih novinara iz raznih medija od televizije, novina do radio postaja. Nagradu su mu dodijelio stručni stožer sastavljen od istaknutih ličnosti poput Slavena Bilića, Gordana Kožulja, Klaudije Bubalo i ostalih. 
Nagrada mu je dodijeljena jer je u posljednjem kolu 1. županijske nogometne lige Vukovarsko-srijemske županije, sezone 2005./06. njegova Sladorana iz Županje nakon već osiguranog prvog mjesta u ligi morala pustiti utakmicu Tomislavu iz Cerne kojemu su bodovi bili potrebni da bi ostali u ligi. Naredba je stigla iz Uprave kluba, od predsjednika Milana Jankovića. Pavić je to odbio, te rekao igračima da moraju pobijediti što se kasnije i dogodilo (3:0). Dan kasnije uručen mu je otkaz. Nakon što se preko dobivenog trofeja za Fair-Play saznalo za pokušaj namještaljki predsjednik NK Sladorane, Milan Janković kažnjen je s 2 godine zabrane obnašanja nogometnih dužnosti.

## Klubovi

### Kao igrač
- 1960. – 1969. - Radnički Županja
- 1969. – 1972. - Sladorana Županja
- 1972. – 1981. - Graničar Županja

### Kao trener
- 1981. – 1988. - Sladorana Županja
- 1988. – 1991. - Napredak Matići
- 1991. – 1995. - Graničar Županja
- 1995. – 1997. - Srijem Strošinci
- 1997. – 1999. - Graničar Županja
- 1999. – 2000. - Sloga Štitar, Šokadija Babina Greda
- 2000. – 2004. - Graničar Županja
- 2004. – 2005. - Hajduk Orašje (BiH), Sloga Štitar
- 2005. – 2006. - Sladorana Županja, Sloga Štitar